# 9711 Želetava
9711 Želetava è un asteroide della fascia principale. Scoperto nel 1972, presenta un'orbita caratterizzata da un semiasse maggiore pari a 2,9766127 UA e da un'eccentricità di 0,1199279, inclinata di 8,73425° rispetto all'eclittica.
L'asteroide è dedicato all'omonima località ceca.